# Quyết Chiến
Quyết Chiến là một xã thuộc huyện Tân Lạc, tỉnh Hòa Bình, Việt Nam.
Xã Quyết Chiến có diện tích 26,21 km², dân số năm 1999 là 1381 người, mật độ dân số đạt 53 người/km².